# Teakfa
A teakfa (Tectona grandis) az ajakosvirágúak (Lamiales) rendjébe, ezen belül az árvacsalánfélék (Lamiaceae) családjába tartozó faj. Egyéb nevei: tikfa, tíkfa vagy indiaitölgy.

## Előfordulása
A teakfa eredeti előfordulási területe az ázsiai Indiában, Indonéziában, Bangladesben, Malajziában, Mianmarban - ahol a legnagyobb teakfa erdők találhatók; a világállomány fele ebben az országban található -, Pakisztánban, Srí Lankán, Észak-Thaiföldön és Laosz északnyugati részén található meg.
Ez az értékes keményfa számos élőhelyen képes megélni, úgy a szárazabb területeken, mint az esőerdőben is.
Értéke és haszna miatt betelepítették Afrikába és a Karib-térségbe is.
A legfőbb kártevője a Hyblaea puera hernyója.

## Megjelenése
Nagy, általában 40 méter magas lombhullató fa, melynek törzse szürke, ágai szürkés-barnák. Levele oválisan-ellipszis vagy csak ovális alakú; 15-45 centiméter hosszú és 8-23 centiméter széles. A levélszár robusztus és 2-4 centiméter hosszú. A levélszéle egyenes. A 25-40 centiméter hosszú és 30 centiméter széles illatos, fehér virágai júniustól augusztusig nyílnak. A párta csöve 2,5-3 milliméter hosszú és 2 milliméter széles. A gömbszerű termései 1,2-1,8 centiméter átmérőjűek, és szeptembertől decemberig érnek. A megtermékenyítést főleg a rovarok végzik el, azonban kisebb mértékben a szél is megteheti. Az 1996-ban megfigyelt thaiföldi teakfák fő megporzói a Ceratina nembeli méhek voltak.
Az idős fa faanyaga barnásan vöröses, idővel sötétebb lesz. A fiatal teakfa faanyaga fehéres vagy világos sárgás barna színű.
A legidősebb teakfa az indiai Keralához tartozó Palakkad körzetben él. A Parambikulam Wildlife Sanctuary levő, Kannimara nevű fa körülbelül 47,5 méter magas és 80 kilométerre van a Nilambur mellett fekvő híres teakfa erdőtől.

## Felhasználása
Anyaga értékes keményfa. Igen kedvelik, mert tartós és vízhatlan; frissen pedig kellemes bőrszagot áraszt. Hajó- és házépítésre, bútorkészítésre, fafaragásra és egyéb famunkára alkalmas.

## Képek

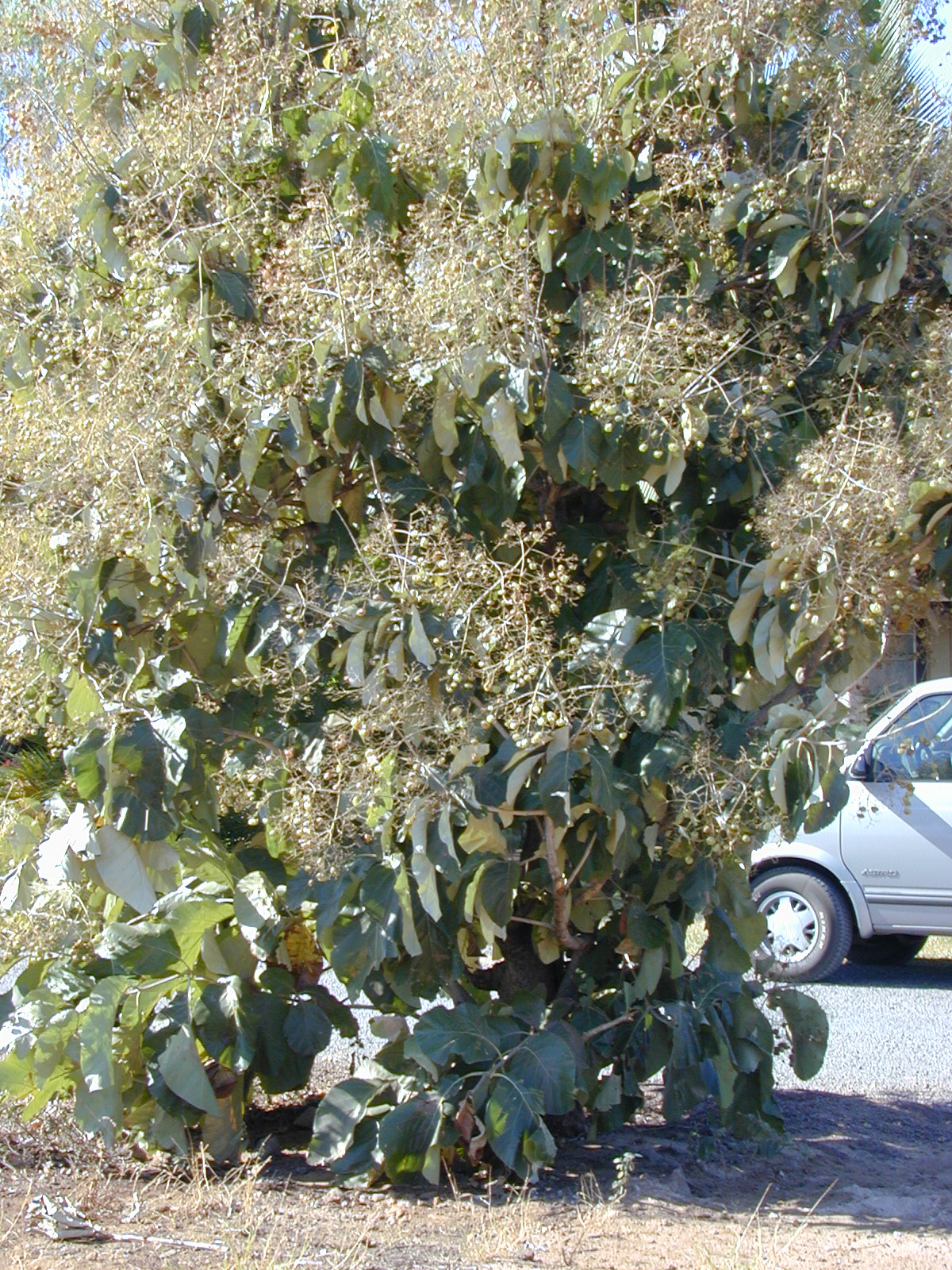
A növény
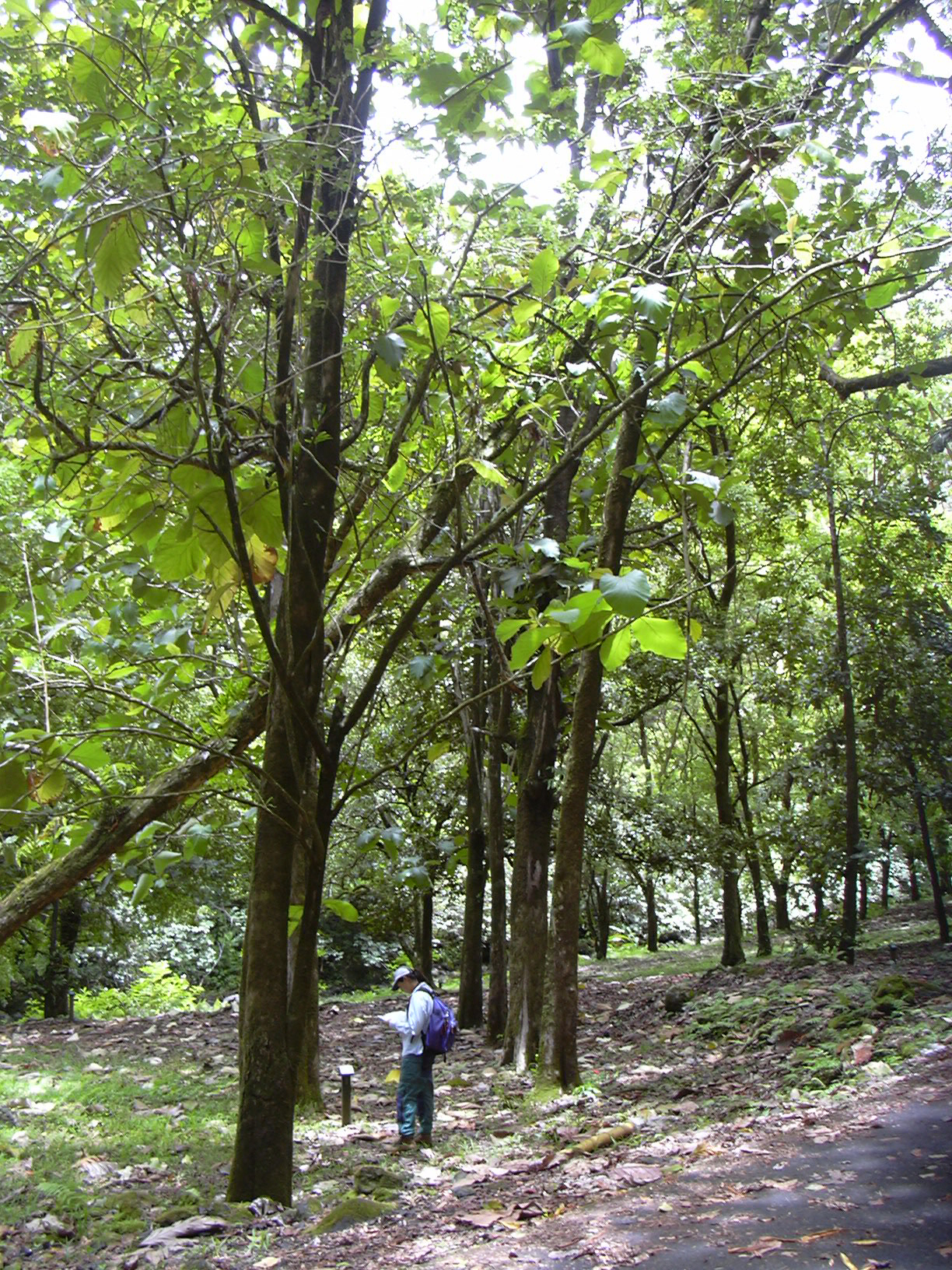
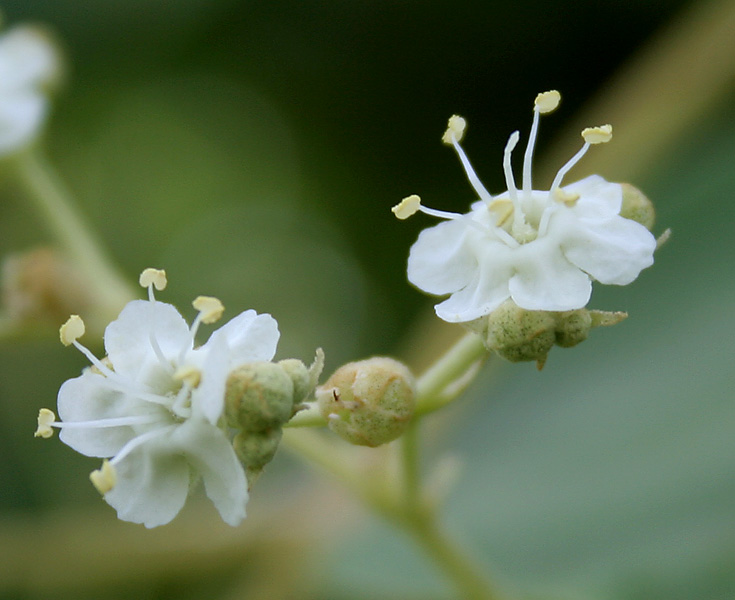
Virágai
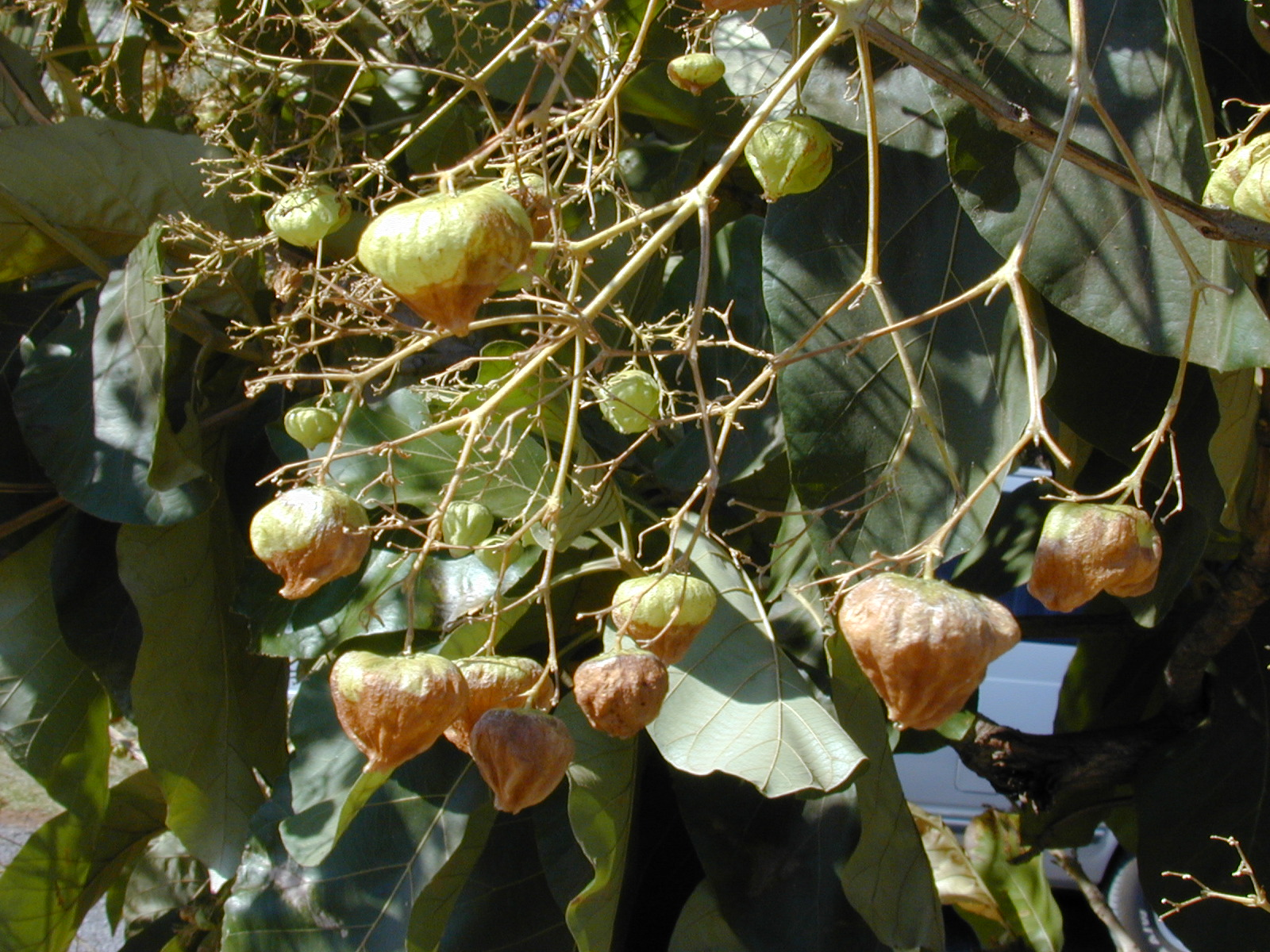
Termései
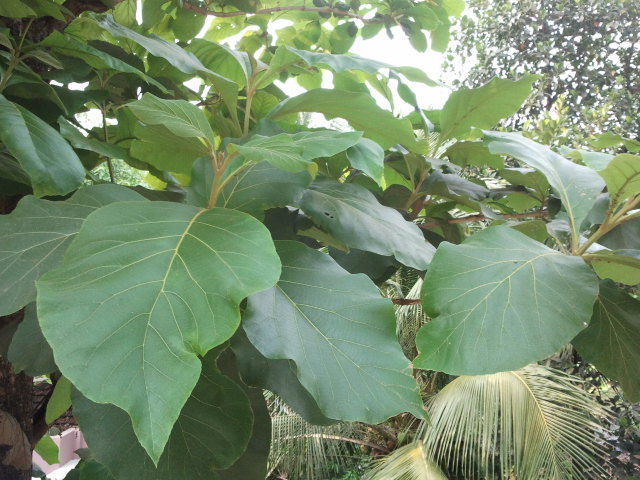
Levelei
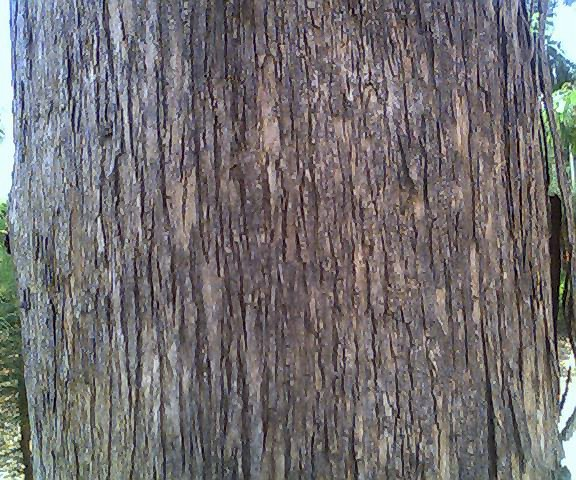
Törzse
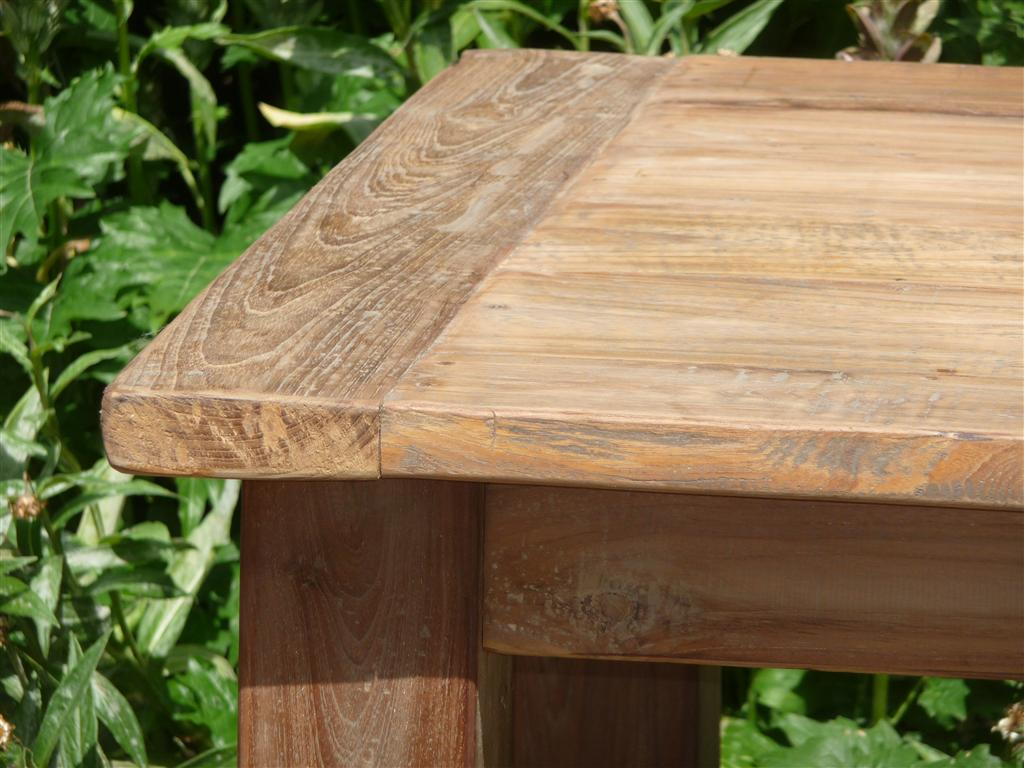
A faanyagából készített asztal
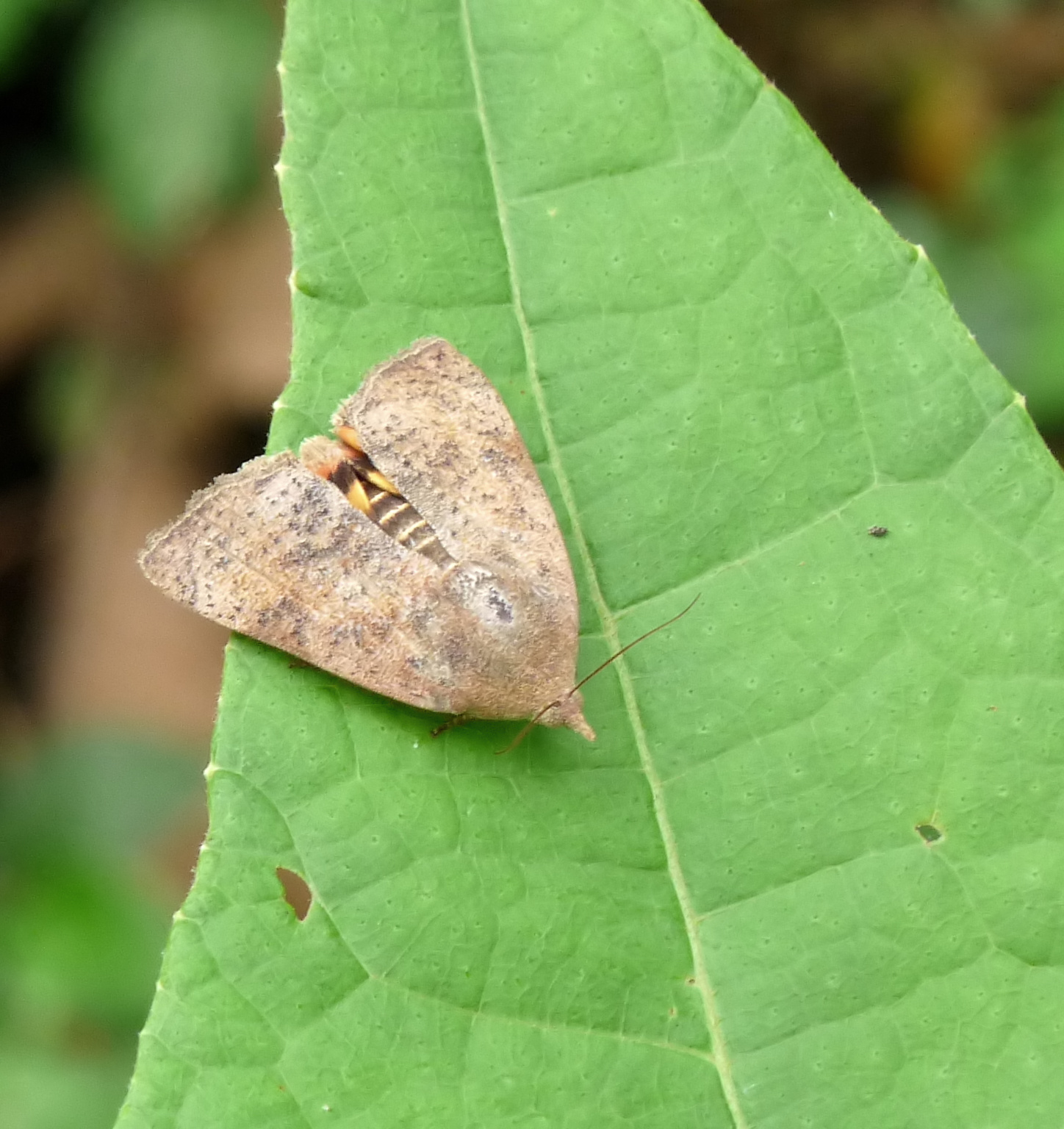
Hyblaea puera

## Fordítás
- Ez a szócikk részben vagy egészben  a   Teak című angol Wikipédia-szócikk ezen változatának fordításán alapul.  Az eredeti cikk szerkesztőit annak laptörténete sorolja fel. Ez a jelzés csupán a megfogalmazás eredetét és a szerzői jogokat jelzi, nem szolgál a cikkben szereplő információk forrásmegjelöléseként.